# 文治
文治 (ぶんじ、旧字体：文󠄁治)は、日本の元号の一つ。元暦の後、建久の前。1185年から1190年までの期間を指す。この時代の天皇は後鳥羽天皇。

## 改元
- 元暦2年8月14日（ユリウス暦1185年9月9日）：改元。『百錬抄』には「十四日甲子、有改元、依地震也、」とあり地震（文治地震）が原因とされるが[1]、『一代要記』には「八月十四日改元、依兵革也、」とあり兵革を理由とする説もある[2]。
- 文治6年4月11日（ユリウス暦1190年5月16日）：建久に改元。

## 文治期におきた出来事
元年
- 11月28日：文治の勅許。朝廷が頼朝の要請に基づき、諸国への守護地頭の設置を認めた。

5年
- 7月：源頼朝が奥州藤原氏を滅ぼし、陸奥・出羽を勢力下に入れた。

## 西暦との対照表
※は小の月を示す。
| 文治元年（乙巳） | 一月      | 二月※ | 三月  | 四月※ | 五月※  | 六月  | 七月※ | 八月    | 九月※ | 十月  | 十一月 | 十二月   |           |
| 寿永四年         | 一月      | 二月※ | 三月  | 四月※ | 五月※  | 六月  | 七月※ | 八月    | 九月※ | 十月  | 十一月 | 十二月   |           |
| ---------------- | --------- | ----- | ----- | ----- | ------ | ----- | ----- | ------- | ----- | ----- | ------ | -------- | --------- |
| ユリウス暦       | 1185/2/2  | 3/4   | 4/2   | 5/2   | 5/31   | 6/29  | 7/29  | 8/27    | 9/26  | 10/25 | 11/24  | 12/24    |           |
| 文治二年（丙午） | 一月※     | 二月  | 三月※ | 四月  | 五月※  | 六月※ | 七月  | 閏七月※ | 八月※ | 九月  | 十月   | 十一月   | 十二月※   |
| ユリウス暦       | 1186/1/23 | 2/21  | 3/23  | 4/21  | 5/21   | 6/19  | 7/18  | 8/17    | 9/15  | 10/14 | 11/13  | 12/13    | 1187/1/12 |
| 文治三年（丁未） | 一月      | 二月  | 三月※ | 四月  | 五月※  | 六月※ | 七月※ | 八月    | 九月※ | 十月  | 十一月 | 十二月※  |           |
| ユリウス暦       | 1187/2/10 | 3/12  | 4/11  | 5/10  | 6/9    | 7/8   | 8/6   | 9/4     | 10/4  | 11/2  | 12/2   | 1188/1/1 |           |
| 文治四年（戊申） | 一月      | 二月  | 三月  | 四月※ | 五月※  | 六月  | 七月※ | 八月    | 九月※ | 十月※ | 十一月 | 十二月   |           |
| ユリウス暦       | 1188/1/30 | 2/29  | 3/30  | 4/29  | 5/28   | 6/26  | 7/26  | 8/24    | 9/23  | 10/22 | 11/20  | 12/20    |           |
| 文治五年（己酉） | 一月※     | 二月  | 三月  | 四月※ | 閏四月 | 五月※ | 六月  | 七月※   | 八月  | 九月※ | 十月   | 十一月※  | 十二月    |
| ユリウス暦       | 1189/1/19 | 2/17  | 3/19  | 4/18  | 5/17   | 6/16  | 7/15  | 8/14    | 9/12  | 10/12 | 11/10  | 12/10    | 1190/1/8  |
| 文治六年（庚戌） | 一月※     | 二月  | 三月※ | 四月  | 五月   | 六月※ | 七月  | 八月※   | 九月  | 十月※ | 十一月 | 十二月※  |           |
| ユリウス暦       | 1190/2/7  | 3/8   | 4/7   | 5/6   | 6/5    | 7/5   | 8/3   | 9/2     | 10/1  | 10/31 | 11/29  | 12/29    |           |